# Margaret Reed Lewis
Margaret Adaline Reed Lewis, född 9 november 1881, död 20 juli 1970, var en amerikansk cellbiolog och embryolog som bland annat arbetade med cancerforskning. Hon utvecklade betydande cellodlingstekniker och är troligen den första personen som lyckats odla däggdjursvävnad i laboratoriet, in vitro. Hon författade cirka 150 vetenskapliga artiklar, varav många tillsammans med sin make Warren Harmon Lewis.

## Uppväxt
Margaret Adaline Reed föddes i Kittanning i Pennsylvania den 9 november 1881, som dotter till Joseph C. och Martha A. (Walker) Reed. Från 1897 till 1901 gick hon på Goucher College (då känt som Woman's College of Baltimore), där hon tog en bachelor's degree. Efter examen studerade hon vid Bryn Mawr College i Pennsylvania och Columbia University i New York, samt vid universiteten i Zürich, Paris och Berlin. På Bryn Mawr och Columbia var hon assistent till den välkände embryologen Thomas Hunt Morgan och undersökte kräftdjurs förmåga att ersätta förlorade extremiteter.

## Karriär

### Odling av däggdjursceller in vitro
1908 forskade Margaret Reed i Berlin i Max Hartmanns laboratorium där hon, förmodligen för första gången i historien, lyckades odla däggdjursceller in vitro. Margaret inkuberade benmärg från marsvin i en näringsrik agar, producerad av kollegan och forskaren Rhoda Erdmann. Några dagar senare fann hon att några av cellkärnorna var i mitos. 
1910 gifte sig Margaret Reed med Warren Lewis, även han cellfysiolog. Eftersom hans huvudintresse var studium av cellstrukturer genom mikroskopet försökte de framställa ett genomskinligt cellodlingsmedium. Detta ledde småningom fram till Locke-Lewis-lösningen, ett cellodlingsmedium bestående av saltlösning kompletterad med buljong och dextros. Den vävnad som odlas i detta medium framställdes på ett sätt som blev känt som "Lewis-kulturen", där vävnadsbitar placeras i en hängande droppe på undersidan av en tunn glasskiva. Mer robusta celltyper, som fibroblaster och makrofager, som odlades i Locke-Lewis-lösningen blev benägna att migrera ut från vävnadsbiten, fästa på glaset och bli plattare, vilket gjorde dem lätta att observera under höga förstoringar.

### Cellbiologi
1915 publicerade Margaret och Warren Lewis en omfattande analys av mitokondriernas former och rörelser i odlade celler. Lewis var därmed bland de första forskarna som iakttog mitokondriers rörelser i levande celler. Bland hennes banbrytande studier fanns iakttagelser av mitokondriell rörelse mot och bort från centrosomen, samt mitokondriers delning och hopslagning. Hon presenterade resultaten i en artikel som även innehöll de kanske första beskrivningarna av stressinducerad mitokondriell fragmentering och mitofagi, där mitokondrien delvis bryter ner sig själv. 

### Embryologi
Lewis och hennes man hjälpte till att utveckla och använda de första experimentella systemen för att observera och förstå somatiska cellers fysiologi hos komplexa organismer. De visade att cellernas beteende var tydlig kopplad till utveckling, infektion, immunitet, fysiologi och cancer. Margaret och Warren Lewis slutsatser om vikten av att förstå en cells varaktiga identitet, det vill säga dess slutliga celltyp, för att förstå dess funktion i en vävnad, ledde till att de flyttade till avdelningen för embryologi vid Carnegie Institute i Washington. Margaret Lewis fokuserade där på mikrobiologiska problem kopplade till infektion på cellnivå, som hon studerade med hjälp av cell- och vävnadsodling.

### Cancer
1951 isolerade Margaret Lewis en spontant utvecklad skivepitelcancer från en muslunga. Under benämningen Lewis lungcarcinom var detta en av de tidigaste tumörerna som kunde transplanteras för användning i cancerforskning, för att utröna om en kemisk förening hade potential som läkemedel mot cancer. Genom att vara så kraftigt metastaserande har den varit viktig även i nyare tumörmodeller, som använts vid forskning metastasutveckling och angiogenes. Margaret Lewis cancerforskning visade bland annat på den lokala blodcirkulationens betydelse för tumörers tillväxt.

### Undervisning
Mellan 1901 och 1912 hade Lewis flera positioner då hon undervisade. Hon var assistent i zoologi vid Bryn Mawr College (1901–1902); vetenskapslärare vid Miss Chapin's School, föreläsare i fysiologi vid New York Medical College for Women (1904–1907), föreläsare vid Barnard College (1907–1909) och instruktör i anatomi och fysiologi vid Johns Hopkins Hospital Training School for Nurses (1911–1912).

## Äktenskap
1910 gifte hon sig med Warren Harmon Lewis, även han cellfysiolog. Paret Lewis samarbetade i många forskningsprojekt genom åren, inklusive ett som ledde till upptäckten att makrofager utvecklas ur monocyter. Paret arbetade alltid tillsammans på laboratoriet, med egna och gemensamma projekt, och rådgjorde med varandra om resultaten. Parets viktigaste bidrag till forskningen under 1900-talet är att de identifierade de grundläggande faktorer som är viktiga vid cellodling och odling av vävnad in vitro. De fick barnen Margaret Nast Lewis, som blev fysiker, Warren R. Lewis, som arbetade som ingenjör och atomfysiker, och Jessica H. Lewis, som var docentforskare.

## Senare liv, arv och död
Som kvinnlig vetenskapsman under tidigt 1900-tal kunde Margaret Reed Lewis inte helt på egen hand driva sin forskning efter de linjer hon önskade, men tillsammans med sin make kunde hon vidareutveckla sina tekniker för in vitro-odling av vävnader och visa hur enskilda celler påverkade hela organismen. 1915 gick Lewis med i Carnegie Institution of Washington. 1940 valdes hon in i Wistar Institute i Philadelphia och hon utsågs till hedersmedlem av Tissue Culture Society. Lewis tilldelades också, tillsammans med sin man, William Wood Gerhards guldmedalj av Pathological Society of Philadelphia 1958 för sina bidrag till patologin. Lewis dog den 20 juli 1970, 88 år gammal.